# 路易絲·索菲·丹尼斯基爾德-薩姆索
路易絲（·索菲）·丹尼斯基爾德-薩姆索（丹麥語：Louise Danneskiold-Samsøe，1796年9月22日—1867年3月11日），什勒斯維希-霍爾斯坦-森訥堡-奧古斯滕堡公爵夫人，丹尼斯基爾德家族的成員。

## 家庭
1820年，路易絲·索菲與克里斯蒂安·奧古斯特二世結婚，兩人共有2子3女：
1. 路易絲·奧古斯塔（1823年—1872年）
2. 卡羅琳·阿瑪莉埃（1826年—1901年）
3. 腓特烈（1829年—1880年）
4. 克里斯蒂安（1831年—1917年）
5. 亨麗埃特（1833年—1917年）